# چاپ صمغی

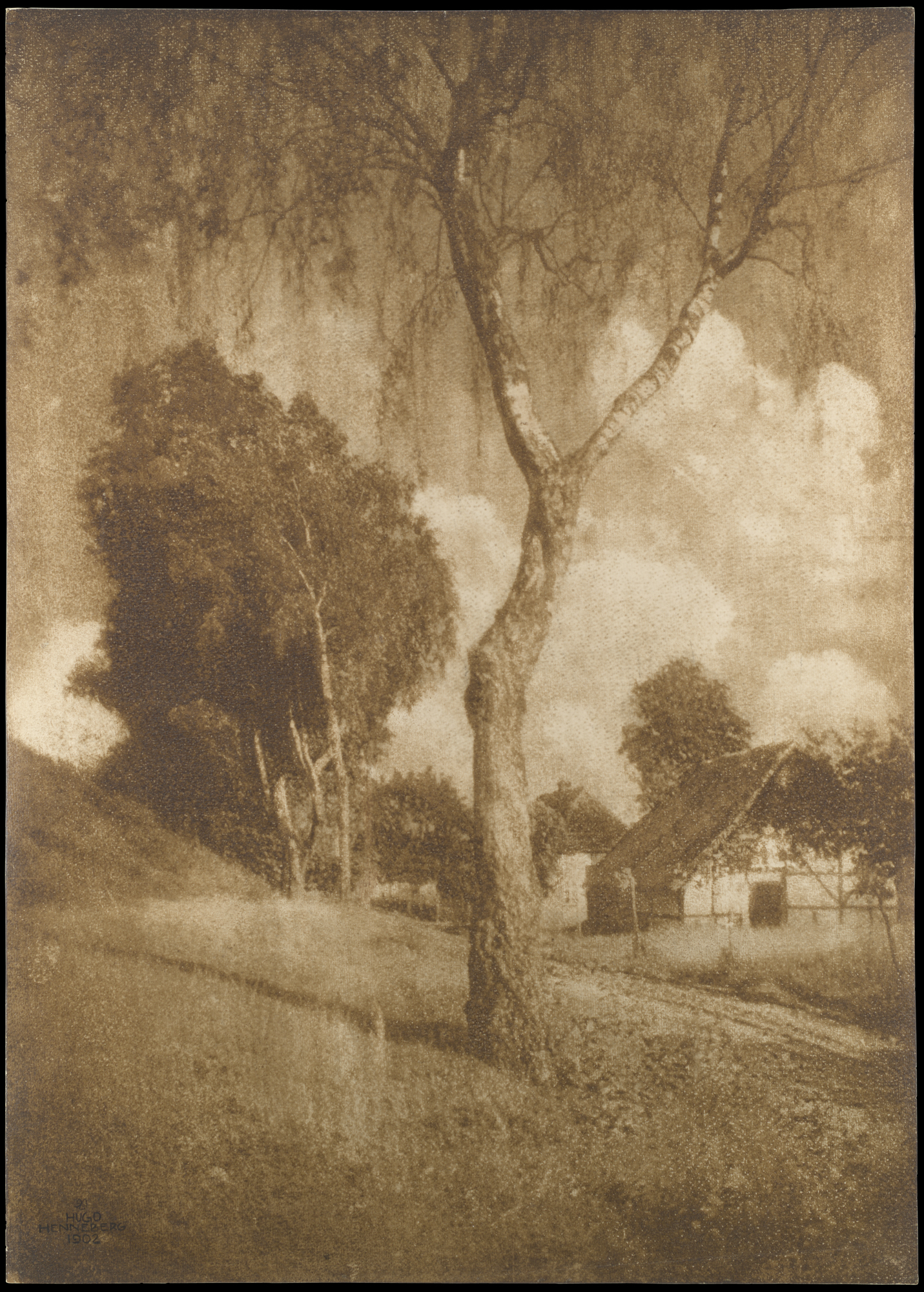
یک چاپ صمغ کروماته اثر هوگو هنبرگ در فضای باز

چاپ صمغی (انگلیسی: Gum printing) روشی برای بازتولید عکاسی بدون استفاده از هالیدهای نقره است. این فرایند از نمک‌های دی‌کرومات بهره می‌برد و با چندین فرایند مشابه دیگر از جمله چاپ خورشیدی نقاط اشتراک دارد.
چاپ‌های صمغی معمولاً تصاویری چندلایه هستند که گاهی با روش‌های چاپ فرایندهای جایگزین مانند سایانوتایپ و پلاتینوتایپ ترکیب می‌شوند. بهترین گزینه، کاغذ آبرنگ یا چاپ نخی سنگین‌وزنی است که توانایی تحمل خیساندن‌های مکرر و طولانی را داشته باشد. هر لایه از رنگدانه به‌طور جداگانه پوشش داده، تراز، نوردهی و شسته می‌شود. برای ایجاد تصویر رنگی کامل، از نگاتیوهای تفکیکی آبی فیروزه‌ای، سرخابی و زرد یا قرمز، سبز و آبی استفاده می‌شود. برخی عکاسان ترجیح می‌دهند لایهٔ آبی فیروزه‌ای را در تفکیک مدل رنگی سی‌ام‌وای‌کی با لایه‌ای از سایانوتایپ جایگزین کنند. تفکیکی ساده از دو رنگ نارنجی و آبی فیروزه‌ای می‌تواند نتایجی شگفت‌انگیز پدیدآورد.

## تاریخچه

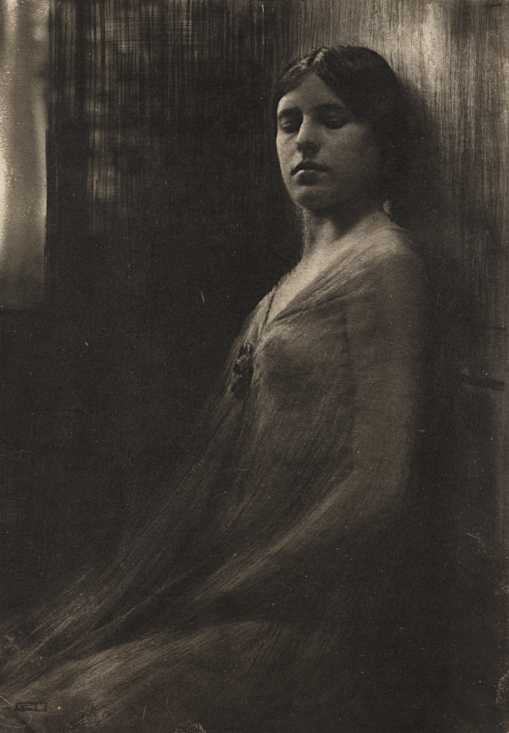
یک چاپ صمغ کروماته اثر روبر دماشی

چاپ صمغ کروماته یا همان چاپ صمغ دی‌کروماته، یک فرایند چاپ عکاسی است که در نخستین سال‌های عکاسی اختراع شد؛ زمانی که در سال ۱۸۳۹، مانگو پونتون کشف کرد که دی‌کرومات‌ها نسبت به نور حساس‌اند. سپس هنری فاکس تالبوت پی برد که کلوئیدهایی مانند ژلاتین و صمغ عربی که با دی‌کرومات حساس شده‌اند، پس از تابش نور خورشید در آب نامحلول می‌شوند. در سال ۱۸۵۵، آلفونس پواتوین رنگ‌دانهٔ کربنی را به این کلوئیدها افزود و نخستین چاپ کربن را پدیدآورد. در سال ۱۸۵۸، جان پانسی با استفاده از رنگ‌دانهٔ رنگی همراه صمغ عربی، نخستین تصاویر رنگی را تولید کرد.

## چاپ صمغی
زمانی که ترکیب‌هایی از مواد لعاب‌مانند و دارای پروتئین به همراه نمک‌های محلول دی‌کرومات در برابر نور فرابنفش قرار می‌گیرند، بخش پروتئینی آن‌ها دباغی می‌شود و نسبت به آب مقاوم می‌گردد. مواد دباغی‌نشده با شست‌وشو در آب گرم پاک شده و یک نگاتیو پروتئینی سخت و دباغی‌شده بر جای می‌ماند.
برای چاپ صمغی، محلولی از صمغ عربی با آمونیوم دی‌کرومات یا پتاسیم دی‌کرومات ترکیب می‌شود. نسبت بالاتر دی‌کرومات حساسیت ترکیب را افزایش می‌دهد، اما در عین حال کنتراست را کاهش می‌دهد. انتخاب غلظت مناسب دی‌کرومات همیشه نوعی مصالحه میان سرعت و کنتراست است.
استفاده از آمونیوم دی‌کرومات امکان رسیدن به غلظت‌هایی تا ۱۵٪ از مادهٔ فعال را فراهم می‌کند، در حالی که پتاسیم دی‌کرومات به حدود ۱۰٪ محدود می‌شود. فراتر رفتن از این مقدار موجب رسوب اسید کرومیک در لایهٔ خشک‌شده می‌شود و هرگونه تلاش برای چاپ را بی‌اثر می‌کند. بیشینهٔ حساسیت این روش، به‌صورت شاخص ASA برابر با حدود ۰٫۰۰۳ برآورد شده است.
ترکیب لعاب‌مانند حاصل بر سطحی مناسب پخش شده و در تاریکی خشک می‌شود. سپس یک نگاتیو هم‌اندازهٔ چاپ نهایی بر روی این پوشش خشک‌شده قرار گرفته و در برابر نور فرابنفش —معمولاً نور خورشید— نوردهی می‌شود.
اغلب برای داشتن جزئیات در همهٔ گستره‌های نوری از بیش از یک نگاتیو استفاده می‌شود. استفاده از نوردهی‌های چندگانه نیازمند تراز بسیار دقیق است. بخش‌های نازک‌تر نگاتیو نور بیشتری عبور می‌دهند و تصویر تیره‌تری ایجاد می‌کنند، در حالی که بخش‌های متراکم‌تر نیازمند نوردهی بیشتر هستند.
چاپ نوردهی‌شده به‌آرامی در چندین ظرف آب ثابت و هم‌دمای اتاق (در فاصله‌های حدود ده دقیقه‌ای) شسته می‌شود تا زمانی که آب شفاف گردد. صمغ در این مرحله نرم بوده و به‌آسانی جدا می‌شود. تصویر منفی پس از خشک‌شدن به‌شکل نواحی برجسته و بی‌رنگ نمایان می‌شود. این سطح را می‌توان با جوهرهای مخصوص چاپ روغنی آغشته کرد و با استفاده از دستگاه پرس ساده چاپ گرفت. از هر نگاتیو می‌توان چند نسخه یا حتی نسخه‌هایی با رنگ‌های مختلف تهیه کرد، گرچه ماهیت شکنندهٔ صمغ خشک‌شده معمولاً استفادهٔ دوباره را به یکی دو بار محدود می‌کند.

## چاپ صمغ کروماته
چاپ صمغ کروماته فرایند چاپ عکاسی قرن نوزدهمی است که بر پایهٔ حساسیت کرومات و دی‌کرومات‌ها به نور استوار است. این فرایند می‌تواند تصاویری با جلوهٔ نقاشی‌گونه از نگاتیوهای عکاسی ایجاد کند. چاپ صمغی به‌طور سنتی فرایندی چندلایه است، اما می‌توان با تنها یک مرحله نیز به نتایج رضایت‌بخشی رسید. از آنجا که در این روش از رنگ‌دانه‌های واقعی استفاده می‌شود، امکان ایجاد عکس‌های رنگی طبیعی نیز وجود دارد.

### مروری بر فرایند
چاپ صمغ کروماته یا چاپ صمغ دی‌کروماته، روشی است بر پایهٔ کشف مانگو پونتون در سال ۱۸۳۹ که دی‌کرومات‌ها به نور حساس‌اند. سپس هنری فاکس تالبوت دریافت که کلوئیدهای حساس‌شده با دی‌کرومات مانند ژلاتین و صمغ عربی پس از تابش نور در آب نامحلول می‌شوند. آلفونس پواتوین با افزودن رنگ‌دانهٔ کربنی در سال ۱۸۵۵، چاپ کربن را بنیان نهاد. جان پانسی نیز در ۱۸۵۸ با افزودن رنگ به صمغ عربی، نخستین تصاویر رنگی را پدیدآورد.
از نگاتیوهایی با چگالی پایین و هم‌اندازهٔ تصویر نهایی برای نوردهی استفاده می‌شود. در این روش از آگراندیسور استفاده نمی‌شود، بلکه یک قاب چاپ تماسی یا قاب مکشی همراه با نور فرابنفش مانند لامپ بخار جیوه، نور سیاه فلورسنت یا خورشید به کار می‌رود. نگاتیو در بین کاغذ آماده و شیشه قرار می‌گیرد.
چاپ سپس در حمامی از آب هم‌دما با اتاق قرار داده می‌شود تا صمغ محلول، دی‌کرومات اضافی و رنگ‌دانه شسته شوند. آب چندین بار تعویض می‌شود تا چاپ کاملاً تمیز گردد. پس از خشک‌شدن نهایی، از سدیم متابی‌سولفیت برای حذف دی‌کرومات باقی‌مانده استفاده می‌شود تا ماندگاری چاپ تضمین شود.